# Sarv (ort)
Sarv (persiska: سرو) är en ort i Iran.   Den ligger i provinsen Yazd, i den centrala delen av landet, 600 km sydost om huvudstaden Teheran. Sarv ligger 1 988 meter över havet och antalet invånare är 627.
Terrängen runt Sarv är huvudsakligen platt, men åt sydväst är den kuperad.Runt Sarv är det glesbefolkat, med 11 invånare per kvadratkilometer. Närmaste större samhälle är Nīr, 19,2 km norr om Sarv. Trakten runt Sarv är ofruktbar med lite eller ingen växtlighet.